# Partei des Fortschritts
Die Partei des Fortschritts (Kurzbezeichnung: PdF) ist eine 2020 in Köln gegründete politische Kleinpartei in Deutschland.
Ihre weltanschaulichen Wurzeln sind nach eigenen Angaben die demokratischen Ideale des Grundgesetzes und ein realer Pragmatismus. Sie vertritt den Anspruch, gesamtgesellschaftlich zu agieren und den Bürgern eine neue politische Option zu bieten. Sie stellt sich dabei gegen Klientelpolitik und Lobbyismus. Die Partei versteht sich als jenseits vom Links-Rechts-Schema, das Europawahlprogramm wird jedoch von politikwissenschaftlicher Seite als (links-)liberal verortet.
Bei der Europawahl in Deutschland 2024 erhielt die PdF 0,6 % der Stimmen und zog mit einem Mandat in das Europäische Parlament ein.
Zur Vorbereitung für die Bundestagswahl 2025 hat die PdF im Sommer 2024 ihren ersten Landesverband in Nordrhein-Westfalen gegründet. Später folgten in den meisten Bundesländern weitere Landesverbände. Auf dem 18. Bundesparteitag der PdF erfolgte schließlich die offizielle Gründung der Jugendorganisation "Jung.Politisch.Gutaussehend." (JPG) mit Kilian Ebert und Pauline Leist als Vorsitzende der Organisation sowie Ole Hamann als stellvertretender Vorsitzender. Des Weiteren wählten die Delegierten ein neues Präsidium. 

## Programm
Eines der Hauptprobleme der Politik in Deutschland sieht die PdF in der sogenannten Klientelpolitik. Sie vertritt die Ansicht, dass der durch das Grundgesetz vorgesehene demokratische Meinungswettkampf zu einem Wettstreit der verschiedenen gesellschaftlichen Gruppen um Einfluss und Gestaltungsmacht umgedeutet wurde.
Im Grundsatzprogramm werden Themen auf Landes-, Bundes- und Europaebene behandelt. Die PdF setzt sich für „pragmatische Demokratie“ und "Flügellosigkeit" jenseits der ideologischen Kategorien Rechts und Links ein, die durch Volksabstimmungen erreicht werden soll. Dabei wird dem Grundgesetz ein besonderer Wert beigemessen. Außerdem sollen alle ohne Rücksicht auf äußerliche Merkmale, Religion oder Kultur gleich behandelt werden und die Schwächsten geschützt werden. Leistungsfähige sollen dagegen von ihren Leistungen profitieren können.
Zudem sollen „lobbyistische Elemente“ in der Politik, die nach Ansicht der Partei undemokratisch sind, durch Transparenz bekämpft werden. Auch zu aktuell besonders oft diskutierten Themen äußert sich die Partei: Die PdF ist gegen Uploadfilter und Chatkontrolle, für eine Neuregulierung der Drogenpolitik und für eine IT-Schulung junger Bürger.

### Menschenbild und Grundwerte
Das Grundsatzprogramm beginnt mit einem Bekenntnis zum Grundgesetz und zur Demokratie, welche als einzige Lösung verstanden wird, um widerstreitende Interessen und Ideologien innerhalb der Gesellschaft in Einklang zu bringen. Den Staat sieht die PdF in der Verantwortung, allen Bürgerinnen und Bürgern die gleichwertige Mitwirkung an der gesellschaftlichen und politischen Entwicklung zu ermöglichen, unabhängig von jeglichen Merkmalen wie Geschlecht, Religion, Herkunft, äußeren Merkmalen, Sexualität oder Kultur. Ebenso bekennt sich die Partei zur sozialen Marktwirtschaft.

### Gesellschaftsbild
Die Grundprinzipien der Gesellschaft sieht die Partei des Fortschritts in einer demokratischen geprägten Garantie von Freiheit und Sicherheit der Bürger. Sie sieht den Staat in der vordersten Verantwortung, den Menschen zu dienen. Die Gesellschaft soll als Ganzes den Ausgleich suchen, zwischen der persönlichen Freiheit Einzelner und den Interessen der Gesamtheit. In den Augen der Partei verpflichten Solidarität und Menschlichkeit den Einzelnen zur Unterstützung aller. Schwächere Teile der Gesellschaft dürften bspw. nicht alleine gelassen werden, gleichzeitig solle jedoch jeder, der hart und ehrlich arbeite, die Früchte seiner Arbeit auch genießen dürfen. Die PdF statuiert, dass die Gesellschaft dem Einzelnen Werte nicht aufzwingen dürfe, sondern sicherzustellen habe, dass jeder seine persönlichen Werte ausleben kann.

### Digitalisierung
Als Grundvoraussetzung für den Fortschritt der Gesellschaft sieht die PdF die umfassende Digitalisierung aller Bereiche, unter anderem der öffentlichen Verwaltung und staatlicher Prozesse, an. Dafür sollen laut ihr Übertragungsmedien ausgebaut und Netzneutralität gewährleistet werden.

### Europapolitik
Die Partei des Fortschritts bekennt sich zur europäischen Wertegemeinschaft, zum europäischen Binnenmarkt und zur supranationalen europäischen Integration. Auf europäischer Ebene setzt sie sich dafür ein, dass das Europäische Parlament als einziges direkt demokratisch legitimiertes Organ der EU gestärkt und ausgebaut wird. Darüber hinaus sollen bürokratische Vorgänge im Europäischen Parlament, in der Europäischen Kommission und im Rat der Europäischen Union für die Bevölkerung greifbarer gemacht werden. Laut der Partei soll Deutschland das Projekt der europäischen Integration maßgeblich vorantreiben und eine Vorreiterrolle einnehmen. Zudem befürwortet die PdF den Ausbau des europäischen Binnenmarkts, der europäischen Finanzwelt und der gemeinsamen europäischen Sicherheits- und Verteidigungspolitik.

### Innere Sicherheit
Die PdF sieht den Staat in der Verpflichtung, seine Bevölkerung und ihre Rechte zu schützen. Dafür verlangt sie, dass es sowohl im analogen als auch im digitalen Raum keine rechtsfreien Räume geben darf.

### Sozialpolitik und Arbeitsmarkt
Hinsichtlich der Sozial- und Arbeitsmarktpolitik verschreibt sich die PdF dem Prinzip des Sozialstaates und unterstützt die Forderung nach der Erhöhung des Pflegemindestlohns, die Reform des Rentensystems, die verbesserte Reintegration von Arbeitslosen und Arbeitssuchenden, die Ausweitung von unbefristeten Arbeitsverträgen, weitere Anreize für Altersteilzeit, die Gleichstellung aller Geschlechter auf dem Arbeitsmarkt und die Partnerschaftsförderung für alle Geschlechter inklusive einem pluralistischen Familienbild.

### Bildung und Forschung
Bezüglich Bildung und Forschung fordert die PdF bundesweit einheitliche Bildungsstandards, die Vereinfachung der Bildungswege, eine schwerpunktorientierte Förderung, die Vereinfachung des Zugangs zum zweiten Bildungsweg, deutlich kleinere Klassengrößen, kostenlose Nachmittags-/Hausaufgabenbetreuung, die Einführung moderner Fächer, die Digitalisierung des Lehrmaterials, die Integration von Kindern mit Migrationshintergrund und eine bessere Ausbildung der Lehrkräfte.

### Verkehr und Mobilität
Für die PdF sind der Ausbau des öffentlichen Nah- und Fernverkehrs, Güter auf der Schiene und Investitionen in neue Technologien Grundvoraussetzungen für ein funktionierendes Verkehrssystem in der Zukunft. Dafür setzt sie sich für die Stärkung des öffentlichen Personenverkehrs, die Förderung alternativer Antriebe, die Verlegung des Güterverkehrs auf die Schiene und gegen die Privatisierung von Straßen ein.

### Umweltpolitik und Landwirtschaft
Die Partei des Fortschritts erkennt den Klimawandel auch für Deutschland als eine der größten Herausforderungen an und fordert eine ideologiefreie und wissenschaftlich fundierte Umweltpolitik. Neben der Erfüllung bereits eingegangener Klimaschutzverträge und beschlossener Klimaschutzziele arbeitet sie für den Erhalt der Biodiversität, die Subventionierung kleinerer und mittlerer landwirtschaftlicher Betriebe und die Erhaltung der Bodenfruchtbarkeit. Die PdF spricht sich für die „Erhaltung der Biodiversität“ aus und fordert einen „erheblichen Teil der vom Menschen genutzten Flächen wieder ökologisch aufzuwerten“.

### Ressourcen und Energiepolitik
Die PdF will eine konsequentere und strukturiertere Energiewende. Dafür setzt sie auf die Förderung regenerativer Energien, den Ausbau von Energiespeichern, die Festlegung eines sicheren Endlagers für Atommüll, die Verbesserung der Energieeffizienz Deutschlands und Müllvermeidung.

### Integrationspolitik
Für eine effektive Integration und Inklusion ist die Partei des Fortschritts für die Vergabe von Arbeitsvisa an engagierte Asylbeantragende, die Bildung von Asylbeantragenden, die Rückführung von abgelehnten Asylbewerbenden in ihre sicheren Herkunftsorte, den Verfall des Asylrechts bei Straffälligkeit, die Kostenreduzierung von Asylbeantragenden und die Identitätsfeststellung von Asylbeantragenden.

### Geopolitik
Die PdF bekennt sich zu den Vereinten Nationen und den Menschenrechten als Grundlagen für Frieden, Freiheit und Gerechtigkeit. Ihrer Ansicht nach ist Krieg kein Mittel der Politik.

### Wirtschaft, Finanzen und Steuern
Um staatliche Handlungsfähigkeit zu ermöglichen, sieht die PdF stabile staatliche Finanzen als notwendig an. Zudem befürwortet sie die Bekämpfung von Steuerbetrug, den Bürokratieabbau für Start-Ups und die Förderung von Gründerkultur an Schulen und Hochschulen.

## Aufbau
Die PdF gliedert sich in einen Bundesverband, 1. Landesverband und den Wahlkreisen zum Deutschen Bundestag entsprechenden Kreisverbänden. Dabei legt der Bundesverband die allgemeine politische Richtung der Partei fest. Der Landesverband bestimmt die Position der Partei zu allen Fragen der Landespolitik. Die Kreisverbände steuern die Kommunalpolitik der Partei und sind hauptsächlich für die direkte Kommunikation mit Bürgern und Wahlberechtigten verantwortlich.

### Parteiparlamente
Zentrales Programmorgan der PdF sind die Parteiparlamente. Diese übernehmen die Funktion eines ständig tagendenden Programmparteitags und sind den Parteitagen im Sinne des Parteiengesetzes § 9 vorgeschaltet. Die Mitgliedschaft im Parteiparlament ist von der Mitgliedschaft in der Partei des Fortschritts unabhängig. Dadurch können Nichtmitglieder gleichberechtigt an den Programmen der PdF mitschreiben, auch wenn ihre Stimmen als Absicherung gegen extremistische und undemokratische Unterwanderung gegenüber den Stimmen der Mitglieder herunterskaliert werden.
Die PdF verfügt auf allen Ebenen über dauerhafte Parteiparlamente. Diese haben die Funktion eines ständigen Parteitags und sollen Antworten auf tagesaktuelle Fragen finden.
Das Bundesparteiparlament ratifiziert die programmatischen und politischen Ziele des Bundesverbands. Es formuliert offizielle Positionen der Partei zu gesamtgesellschaftlichen oder tagesaktuellen Zielen. Seine Mitglieder werden durch den Bundesverband auf schriftliche Bewerbung berufen. Eine Bewerbung steht jedem Mitglied offen und erfolgt formlos. Die Landesparteiparlamente entsenden Beisitzer in das Bundesparteiparlament. Diese haben ein Rede-, aber kein Abstimmungsrecht.
Das Landesparteiparlament ratifiziert die programmatischen und politischen Ziele des entsprechenden Landesverbands. Es formuliert offizielle Positionen des Landesverbands zu landesspezifischen oder landesaktuellen Themen. Seine Mitglieder werden durch den Landesverband aus der Mitte seiner Mitglieder gewählt. Eine Bewerbung steht jedem Mitglied offen und erfolgt durch schriftliche Erklärung gegenüber dem Vorsitzenden des Landesverbands. Je 10 Kreisverbände entsenden einen Beisitzer in das Bundesparteiparlament. Dabei müssen diese Kreisverbände in einem geografischen oder programmatischen Zusammenhang stehen.
Das Kreisparteiparlament formuliert die programmatischen und politischen Ziele des Kreisverbandes. Es legt die Ziele und Anliegen des Kreisverbandes fest. Seine Mitglieder werden zunächst durch den Kreisverband aus der Mitte seiner Mitglieder gewählt. Jeder Kreisverband kann nach eigener Maßgabe Vertreter der Zivilgesellschaft oder Persönlichkeiten von regionaler Bedeutung in sein Kreisparteiparlament berufen. Dabei muss die Anzahl der Abgeordneten, die gleichzeitig Mitglieder der Partei sind, stets über der Hälfte der Abgeordneten liegen.
In den Parteiparlamenten sitzen zu zwei Dritteln Parteimitglieder und zu einem Drittel Nicht-Mitglieder aus diversen Vereinen. In den Parlamenten werden die politischen Linien der Partei bestimmt.
Die Sitzungen der Parteiparlamente finden online und hybrid statt. Die Abstimmungen erfolgen dezentral.

### Arbeitskreise
Es gibt in der Partei des Fortschritts zwei Arten von Arbeitskreisen: Die einen sind Untergliederungen der Parteiparlamente und für einzelne tagesaktuelle Fragen, bestimmte Programmpapiere oder Wahlprogramme zuständig. Sie stehen ebenso wie die Parteiparlamente auch Nichtmitgliedern offen. Die anderen sind organisatorische Arbeitskreise, die durch den Vorstand legitimiert werden und zu denen nur Mitglieder und im Einzelnen zugelassene Unterstützende Zugang haben. Ebenso wie die Parteiparlamente tagen die Arbeitskreise vor allem digital. Die Arbeitskreise liefern Vorschläge für die Lösung von Problemen, die von den Parlamenten aufgegriffen werden. In den Arbeitskreisen dürfen alle mitmachen, solange die behandelten Punkte sie selbst betreffen.

### Finanzierung
Die PdF finanziert sich vor allem über Spenden. Die Partei möchte unabhängig von Großspenden und Lobbyisten agieren und versucht deshalb vor allem Unterstützende und Kleinspender zu akquirieren. Der Mitgliedsbeitrag ist freiwillig, wodurch die Partizipation am demokratischen Prozess innerhalb der Partei erleichtert werden soll.

### Landesverbände
Folgende Landesverbände der Partei wurden gegründet:
| Landesverband       | Landessprecher               | Vorstandsvorsitzender | Gründung          | Mitglieder | Stand |
| ------------------- | ---------------------------- | --------------------- | ----------------- | ---------- | ----- |
| Baden-Württemberg   | Julia Braun Alexander Grevel | Hannah Gnirs          | 10. November 2024 | —          | 2024  |
| Bayern              | Ralf Lembach                 | Jürgen Lindolf        | —                 | —          | 2024  |
| Berlin              | Salem Rezik                  | Babak Rohani          | —                 | —          | 2025  |
| Brandenburg         | Karolin Werkmeister          | Dennis Latzke         | 16. November 2024 | —          | 2024  |
| Bremen              | Patrick Söhnen               | Hartmut Meya          | —                 | —          | 2025  |
| Hamburg             | Gabriele Brumm               | Marco Ruddat          | 27. Oktober 2024  | —          | 2024  |
| Hessen              | Leon Pfeiffer                | Niklas Klein          | —                 | —          | 2025  |
| Niedersachsen       | Christian Hickel             | Sebastian Hahn        | 30. November 2024 | —          | 2024  |
| Sachsen             | Agata Trofimiak Adrian Weber | Luka Götze            | —                 | —          | 2025  |
| Sachsen-Anhalt      | Jenny Rinoa Rosenau          | Felix Neumann         | —                 | —          | 2025  |
| Nordrhein-Westfalen | Heike Herden                 | Marcel Huckestein     | 25. August 2024   | 217        | 2025  |
| Rheinland-Pfalz     | Kevin Schmidt                | Lars Schier           | 15. Dezember 2024 | —          | 2024  |
| Thüringen           | Michelle Kahlich             | Kai Koppmann          | —                 | —          | 2025  |
| Schleswig-Holstein  | Matthias Riediger            | Mike Albertsen        | Mai 2025          | —          | 2025  |

## Wahlen

### Bundestagswahlen
Bei der Bundestagswahl 2021 nahm die PdF zum ersten Mal teil und erlangte 3.228 Stimmen, wobei sie nur in Nordrhein-Westfalen wählbar war.
Zur Bundestagswahl 2025 reichte die Partei in acht Bundesländern Landeslisten ein, wurde jedoch nur in Berlin und Nordrhein-Westfalen zugelassen.
| Jahr | Stimmenanzahl | Stimmenanteil | Sitze |
| ---- | ------------- | ------------- | ----- |
| 2021 | 3.228         | 0,0 %         | 0/733 |
| 2025 | 21.388        | 0,0 %         | 0/630 |

### Europawahlen
Die Partei des Fortschritts wurde am 18. März 2024 zur Europawahl zugelassen und war damit erstmals im gesamten Bundesgebiet wählbar. Sie erhielt 0,6 % der Stimmen und damit einen Sitz im Europaparlament, da es bei Europawahlen keine Sperrklausel gibt. Gewählt wurde Lukas Sieper.
| Jahr | Stimmenanzahl | Stimmenanteil | Sitze |
| ---- | ------------- | ------------- | ----- |
| 2024 | 228.148       | 0,6 %         | 1/96  |

### Landtagswahlen
Auf Landesebene trat die PdF erstmals zur Landtagswahl in Nordrhein-Westfalen 2022 an, bei der sie mit 6.154 Stimmen 0,1 % aller Zweitstimmen für sich gewinnen konnte. Zur Landtagswahl in Sachsen 2024 trat die Partei nur mit Dominic Görke im Wahlkreis Leipzig Land 1 an; er holte 0,7 %.
| | BW    | BY    | BE    | BB    | HB    | HH    | HE    | MV    | NI    | NW  | RP    | SL    | SN    | ST    | SH    | TH    |
| --- | ----- | ----- | ----- | ----- | ----- | ----- | ----- | ----- | ----- | --- | ----- | ----- | ----- | ----- | ----- | ----- |
| 2020 |       |       |       |       |       | n. a. |       |       |       |     |       |       |       |       |       |       |
| 2021 | n. a. |       | n. a. |       |       |       |       | n. a. |       |     | n. a. |       |       | n. a. |       |       |
| 2022 |       |       |       |       |       |       |       |       | n. a. | 0,1 |       | n. a. |       |       | n. a. |       |
| 2023 |       | n. a. | n. a. |       | n. a. |       | n. a. |       |       |     |       |       |       |       |       |       |
| 2024 |       |       |       | n. a. |       |       |       |       |       |     |       |       | n. a. |       |       | n. a. |
| 2025 |       |       |       |       |       | n. a. |       |       |       |     |       |       |       |       |       |       |
| 2026 |       |       | g. T. |       |       |       |       |       |       |     |       |       |       | g. T. |       |       |
| Legende: n. a. – nicht angetreten; g. T. – geplante Teilnahme; orange – bestes Wahlergebnis (im jeweiligen Bundesland); Wahlergebnisse in Prozent |       |       |       |       |       |       |       |       |       |     |       |       |       |       |       |       |

### Kommunalwahlen
Die Partei des Fortschritts trat das erste Mal 2020 bei der Kommunalwahl in Nordrhein-Westfalen im Wahlkreis Köln-Kalk an und bekam dort 20 Stimmen. Seit 2024 stellt die Partei mit Luca Piwodda den Bürgermeister von Gartz (Oder), der auch Mitglied im Kreistag Uckermark ist, wo die PdF eine Fraktion mit der CDU, der Vereinigung Bauern – Ländlicher Raum und der FDP bildet.